# Golpe de Estado na Romênia em 1944
O Golpe de Estado na Romênia em 1944 ou Golpe do Rei Miguel refere-se ao golpe de Estado liderado pelo rei Miguel da Romênia em 1944 contra a facção romena pró-nazista de Ion Antonescu, após a frente do Eixo no nordeste da Romênia entrar em colapso sob a ofensiva soviética.

## O golpe

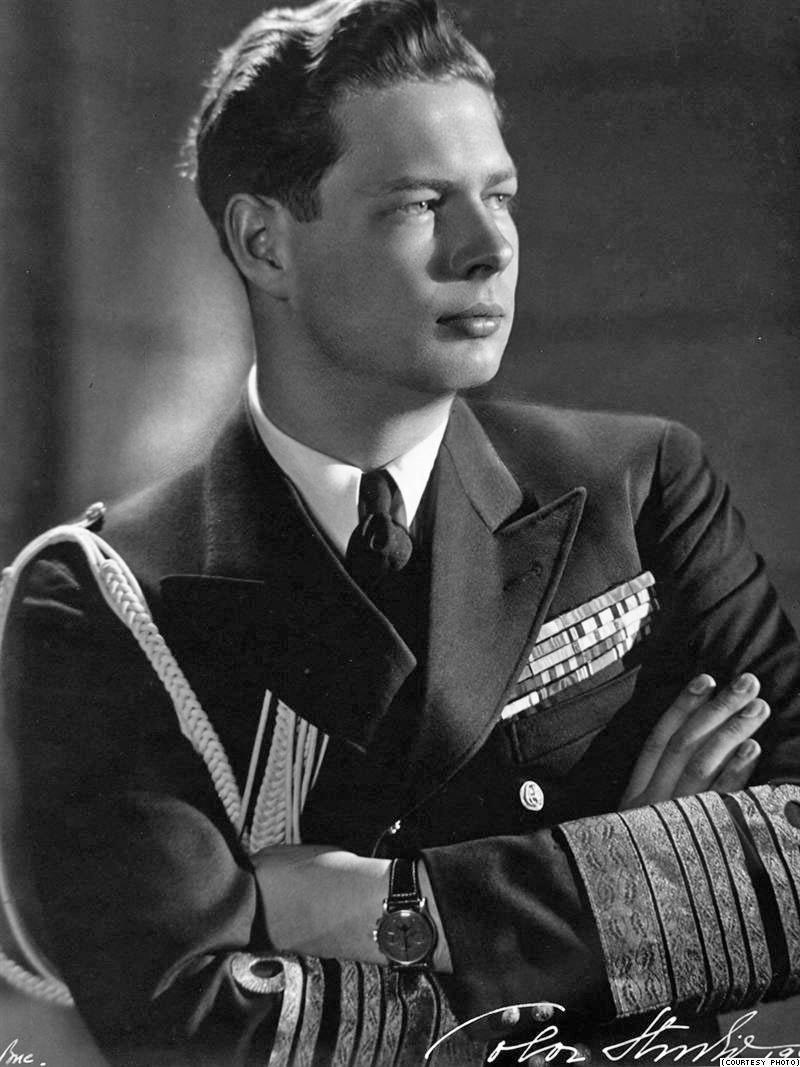
Rei Miguel em 1947.

Em 23 de agosto de 1944, o rei Miguel juntou-se com políticos pró-aliados da oposição (que incluíam os comunistas) e liderou um golpe bem sucedido com o apoio do exército. Miguel, que era inicialmente considerado como sendo  não muito mais do que uma "figura decorativa", foi capaz de depor o ditador Ion Antonescu. O rei ofereceu uma retirada não conflituosa ao embaixador alemão Manfred Freiherr von Killinger, mas os alemães consideraram o golpe "reversível" e tentaram reverter a situação por ataques militares. O Primeiro Exército Romeno, o Segundo Exército Romeno (em formação), os remanescentes do Terceiro Exército Romeno e do Quarto Exército Romeno (um corpo) estavam sob ordens do rei para defender a Romênia contra os ataques alemães. O rei então ofereceu-se para pôr os desgastados exércitos da Romênia ao lado dos Aliados.

## Consequências
O golpe acelerou o avanço do Exército Vermelho para a Romênia.  Estima-se que o golpe encurtou a guerra por até seis meses.
As complexidades das negociações entre a URSS e o Reino Unido adiaram o reconhecimento formal dos Aliados da mudança de facto de orientação até 12 de setembro. Durante este tempo, as tropas soviéticas começaram a se mover na Romênia, tendo cerca de 140.000 prisioneiros de guerra romenos. [carece de fontes?] Cerca de 130.000 prisioneiros de guerra romenos foram transportados para a União Soviética, onde muitos pereceram em campos de prisioneiros .
O armistício foi assinado três semanas depois, em 12 de setembro de 1944, em termos soviéticos  e efetivamente atingiu uma capitulação aos soviéticos.
Em outubro de 1944, Winston Churchill, primeiro-ministro do Reino Unido, propôs um acordo com o líder soviético Josef Stalin sobre como dividir a Europa Oriental em esferas de influência depois da guerra. A União Soviética foi oferecida uma quota de 90% de influência na Romênia.
O Artigo 18 do Acordo de Armistício com a Romênia estipulou que "uma Comissão de Controle Aliada será será estabelecida, o qual realizará até a conclusão da paz e da regulamentação do controle sobre a execução das condições presentes sob a direção geral e mandados do Alto Comando dos Aliados (Soviéticos), agindo em nome das Potências Aliadas. O anexo do artigo 18, especificava que "o governo romeno e seus órgãos devem cumprir todas as instruções da Comissão de Controle dos Aliados decorrentes do Acordo de Armistício". Além disso deixou claro que a Comissão de Controle dos Aliados teria a sua sede em Bucareste. Em conformidade com o artigo 14 do Acordo de Armistício, dois Tribunais Populares Romenos foram criados para julgar os criminosos de guerra suspeitos.
O Exército Romeno finalizou seus combates na guerra ao lado dos soviéticos contra a Alemanha nazista e seus aliados restantes. Eles lutaram na Transilvânia, Hungria e Checoslováquia. Em maio de 1945, o Primeiro e o Quarto Exército Romeno participaram da Ofensiva de Praga. Os romenos sofreram um total de 169,822 vítimas (todas as causas) lutando do lado dos Aliados.
Ion Antonescu foi colocado sob prisão; o novo primeiro-ministro, tenente-general Constantin Sănătescu, deu a custódia de Antonescu para os comunistas romenos que iriam levar o antigo ditador para os soviéticos em 1 de setembro. Ele foi devolvido para a Romênia, onde foi julgado e executado em 1946.
Por suas ações, o rei Miguel foi condecorado com a Ordem da Vitória Soviética por Stalin "pelo ato de coragem de mudança radical na política da Romênia para um rompimento com a Alemanha de Hitler e uma aliança com as Nações Unidas, no momento em que não havia nenhum sinal ainda claro da derrota da Alemanha ", em 1945. Ele também foi premiado com o mais elevado grau (Comandante-Chefe) da Legion of Merit pelo presidente dos EUA, Harry S. Truman, um ano depois. No entanto, ele atuava como pouco mais do que uma figura decorativa sob o regime comunista e foi finalmente obrigado a abdicar e deixar o país em 1947. Miguel permaneceu no exílio até depois da Revolução Romena de 1989 e só foi autorizado a regressar em 1992.